# ローラ・T93/00

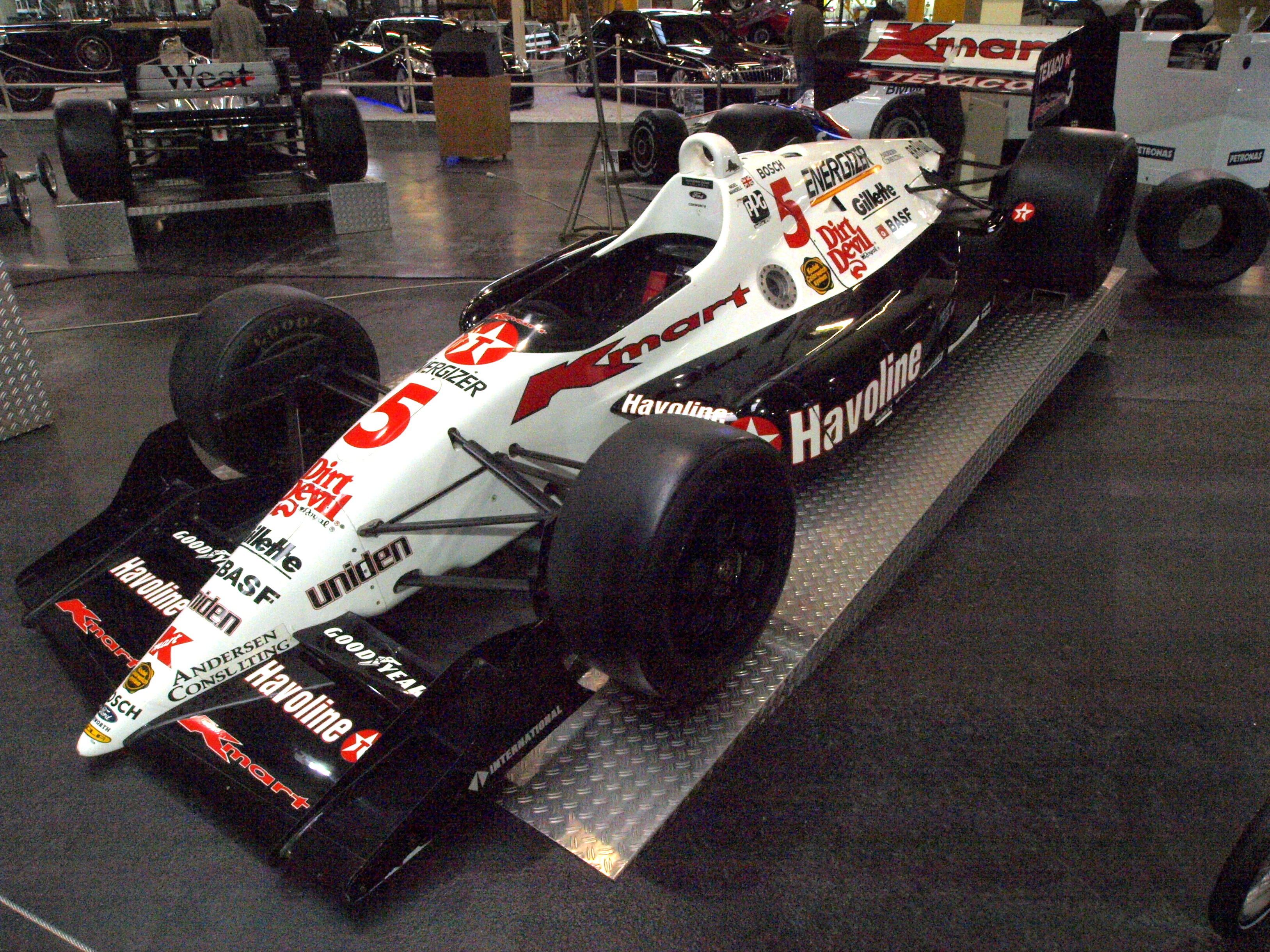
T93/00の展示車両

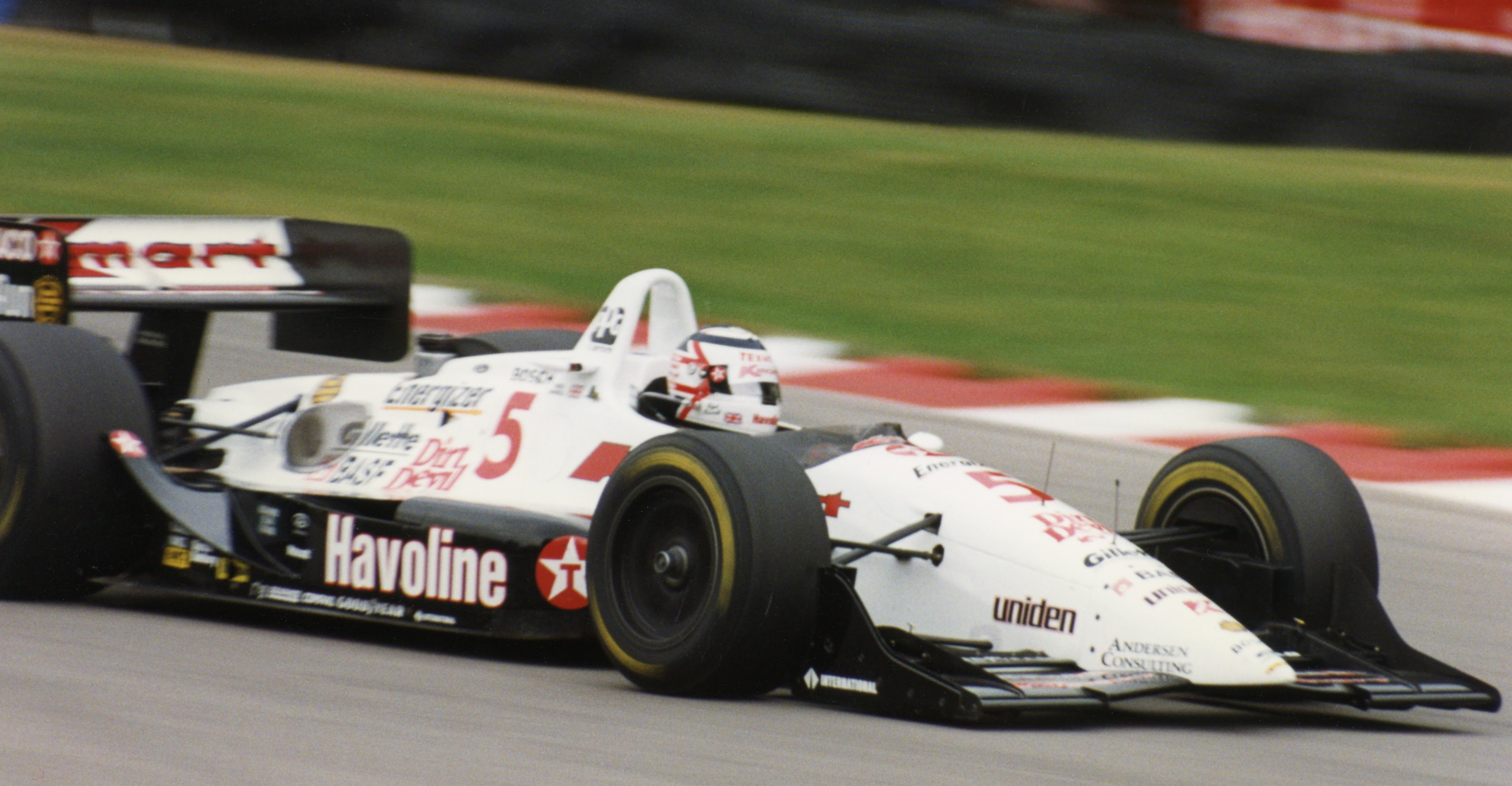
ナイジェル・マンセルが駆るT93/00（1993年ミッドオハイオにて）

ローラ・T93/00 (Lola T93/00) は、ローラが設計・製造したオープンホイールレーシングカーである。1993年のインディカー・シーズンで使用された。戦闘力が高く、開幕戦オーストラリアでルーキーのナイジェル・マンセルが優勝するなど、計8回優勝を記録。また、チームメイトのマリオ・アンドレッティ、アル・アンサーJr.、ダニー・サリバンにも1勝ずつ記録している。主に800–850 hp (600–630 kW) 発生するフォード・コスワース XBターボエンジンを搭載していた。ナイジェル・マンセルがシーズン5勝を挙げ、シリーズチャンピオンを獲得した。